# Faith Evans
Faith  Renée Evans (* 10. června 1973 Lakeland) je americká zpěvačka a herečka. Své první album nazvané Faith vydala v roce 1995 u vydavatelství Bad Boy Records. Později vydala několik dalších alb. Roku 2005 vydala album A Faithful Christmas obsahující vánoční písně. Jako teenager hrála v několika divadelních hrách. Roku 2000 hrála ve filmu Turn It Up. V roce 2015 vystupovala v dokumentárním filmu Better than the Original: The Joy of the Cover Version. V roce 1994 se provdala za rappera The Notorious B.I.G. a o tři roky později ovdověla.

## Diskografie
- Faith (1995)
- Keep the Faith (1998)
- Faithfully (2001)
- The First Lady (2005)
- A Faithful Christmas (2005)
- Something About Faith (2010)
- Incomparable (2014)